# Casa Ensenyat
Casa Ensenyat, o Mas de l'Ensenyat, és una masia de l'antic poble de Prullans, a l'antic terme de Fígols de Tremp, pertanyent actualment al municipi de Tremp. Eclesiàsticament pertanyia a la parròquia de Castissent.
Està situada al nord-est de Prullans, al fons de la vall del barranc del Pont, just on s'ajunten el barranc de la Vileta amb el barranc de Sant Miquel per formar el del Pont. És en un petit pla emmarcat per la Serra de Palasí, al nord, i el Serrat de l'Àliga, al sud. És una masia molt antiga, d'origen medieval, i té annexa l'església romànica de Sant Vicenç.
Es tracta d'una antiga masia de grans dimensions de planta quadrangular amb construcció annexa al lateral oest. Consta de planta, pis i golfes i és feta amb pedra del país tallada en carreus irregulars i rejuntats amb fang. Disposa de múltiples obertures repartides entre les diverses façanes, totes elles amb llinda de fusta. La façana sud presenta un seguit d'arcuacions adovellades a la primera i segona planta. La coberta de l'edifici és a doble vessant i està construïda a partir d'un embigat de fusta cobert amb llosa.